# 鈴木茶織
鈴木茶織（日语：鈴木 茶織、1988年10月11日—），是日本東京都出身的AV女優、脫衣舞孃。屬於馬克斯集團。

## 簡歷
- 2009年，於AV界出道。
- 2010年12月，開始在樂座表演脫衣舞。

## 外部連結
- http://ameblo.jp/chaosenki/ （页面存档备份，存于）